# كارل هنتر
كارل هنتر (بالإنجليزية: Carl Hunter)‏ هو عازف قيثارة بريطاني، ولد في 22 أبريل 1965 في ليفربول في المملكة المتحدة.

## وصلات خارجية
- كارل هنتر على موقع IMDb (الإنجليزية)
- كارل هنتر على موقع ميوزك برينز (الإنجليزية)
- كارل هنتر على موقع ديسكوغز (الإنجليزية)
- كارل هنتر على موقع قاعدة بيانات الفيلم (الإنجليزية)